# Lago di Durusu
Il lago di Durusu (in turco: Durusu Gölü, chiamato anche lago di Terkos: in turco: Terkos Gölü) è un lago nella regione della Tracia in Turchia. 

## Descrizione
Il lago si trova nella provincia di Istanbul. Esso si trova a nord-ovest di Istanbul e la sua distanza dalla città è di 40 chilometri. La sua elevazione rispetto al livello del mare è di circa 4,5 metri e la sua profondità massima è di 11 metri. La sua superficie è di 39 chilometri quadrati. A seconda delle precipitazioni, questo lago con 162 milioni di m³ di potenziale idrico soddisfa circa il 20% del fabbisogno idrico di Istanbul e degli insediamenti circostanti.
Il lago di Durusu era originariamente una laguna, mentre ora è separato dalla costa del Mar Nero da una striscia di dune larga 2 km. Attualmente non esiste alcun collegamento con il mare e si tratta di un lago di acqua dolce alimentato da numerosi torrenti (Kanlı, Çiftlikköy, Başköy, Belgrat, Binkılıç), il più importante dei quali è il torrente Istrance. Il bacino di drenaggio è pari a 744 (secondo un'altra fonte 619) chilometri quadrati.

## Storia
È noto che la storia del villaggio presso cui si trova il lago ha circa 900 anni.  Nel Medioevo l'area intorno al lago fu un covo di pirati, stabilitisi sulla penisola (chiamata Kaleiçi) sita a nordovest del villaggio odierno. Un monastero di nome Trikos fu qui costruito dai genovesi: esso dette il nome al villaggio e al lago. Dal diciannovesimo secolo il lago fu utilizzato come principale fonte idrica di Istanbul. Nel 1868 la concessione sul lago e i suoi dintorni fu data a una società franco-ottomana. Immediatamente a sudest del lago sorge il nuovo Aeroporto di Istanbul.

## Strutture
Nel XIX secolo, per risolvere il problema idrico di Istanbul, furono prelevati campioni d'acqua dal lago. Le ricerche effettuate dai francesi dimostrarono che il lago di Durusu era una fonte di acqua potabile. Quindi, nel 1855 fu iniziata la costruzione di strutture per soddisfare il fabbisogno idrico in questa regione, completate due anni più tardi. Oggi, un quinto degli abitanti di Istanbul usa questo lago come fonte di acqua potabile.